# Opavice (Město Albrechtice)
Opavice (německy Tropplowitz, polsky Opawica (1945 Opawice), slezsky Troplowice) je malá vesnice, část města Město Albrechtice v okrese Bruntál. Nachází se asi 2,5 km na jihovýchod od Města Albrechtic na řece Opavici. Na polském území je Opawica.
Opavice je také název katastrálního území o rozloze 3,96 km2.

## Historie

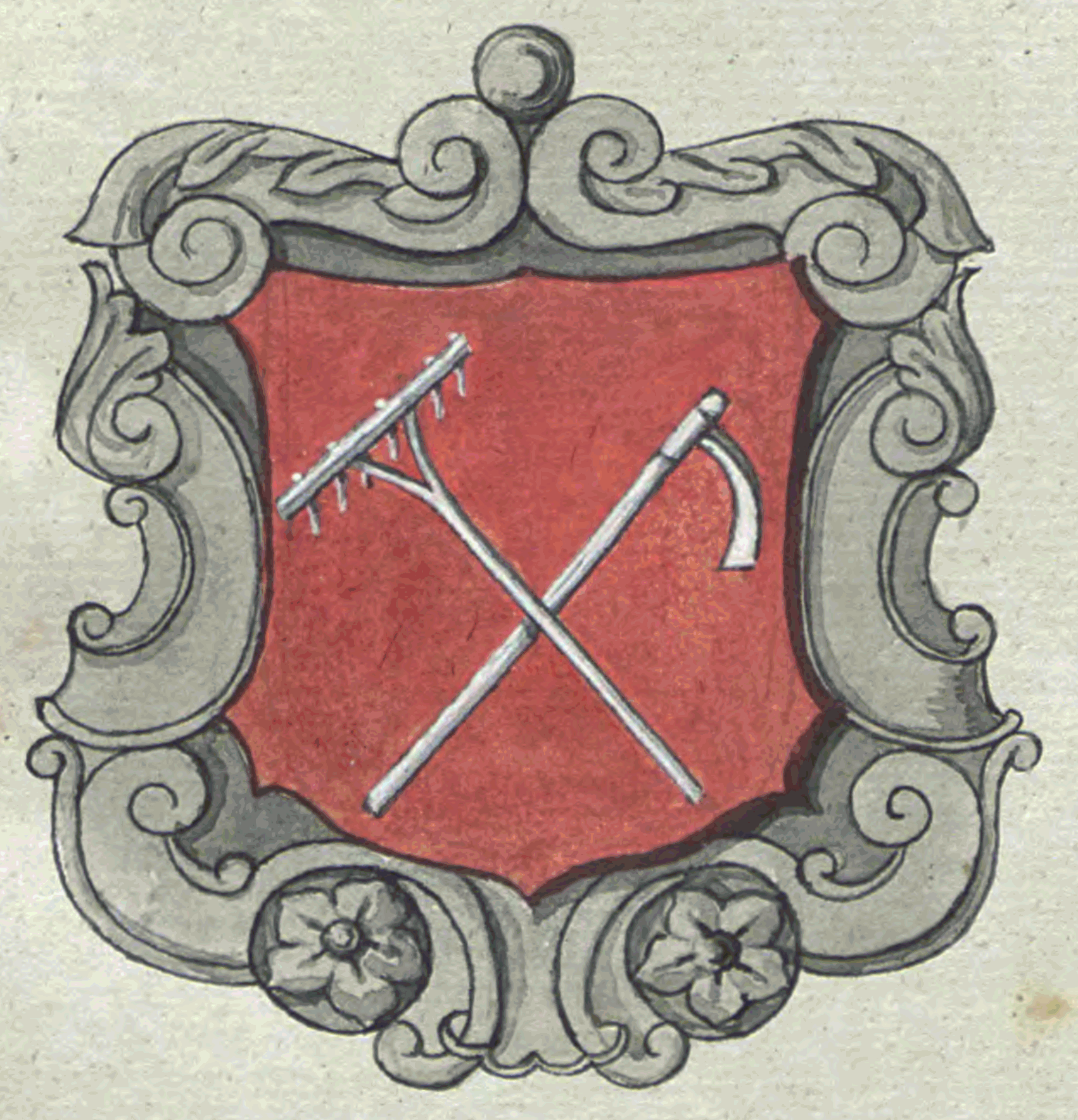
Znak obce

První písemná zmínka o obci je z roku 1256.  Obec byla původně městem a dělila se na část město Opavice a část ves Opavice. 
V roce 1700 obce Opavici a Linhartovy získali hrabata Sedlničtí z Choltic. 
V roce 1742 byla obec v důsledku slezských válek rozdělena mezi Rakousko a Prusko. Rakouská část je dnes v Česku. Pruská část je dnes sołectwo (ves) Opawica ve gmině Hlubčice v Polsku.

## Vývoj počtu obyvatel
Počet obyvatel Opavice (Města i Vsi) podle sčítání nebo jiných úředních záznamů:
| Rok            | 1869 | 1880 | 1890 | 1900 | 1910 | 1921 | 1930 | 1950 | 1961 | 1970 | 1980 | 1991 | 2001 |
| -------------- | ---- | ---- | ---- | ---- | ---- | ---- | ---- | ---- | ---- | ---- | ---- | ---- | ---- |
| Počet obyvatel | 374  | 422  | 365  | 288  | 300  | 297  | 278  | 179  | 161  | 135  | 139  | 127  | 114  |

1. ↑  z toho: Město Opavice 120, Ves Opavice 158
2. ↑  z toho: 5 Čechoslováků (Ves), 249 Němců (115 Město, 134 Ves); 258 řím. kat. (108 Město, 150 Ves), 20 evang. (12 Město, 8 Ves)

V Opavici je evidováno 45 adres, vesměs čísla popisná (trvalé objekty). Při sčítání lidu roku 2001 zde bylo napočteno 42 domů, z toho 28 trvale obydlených.

## Významní rodáci a osobnosti spojené s městem
- Gottfried Rieger (1764-1855) - hudební skladatel
- Josef Sedlnický z Choltic (1778-1855) - vídeňský policejní prezident za vlády kancléře Metternicha

- Oskar Troplowitz  (1863-1918) - německý lékárník, vynálezce krému Nivea[9]

## Pamětihodnosti
- pomník obětem první světové války od  sochaře Josefa Obetha[10]

## Galerie

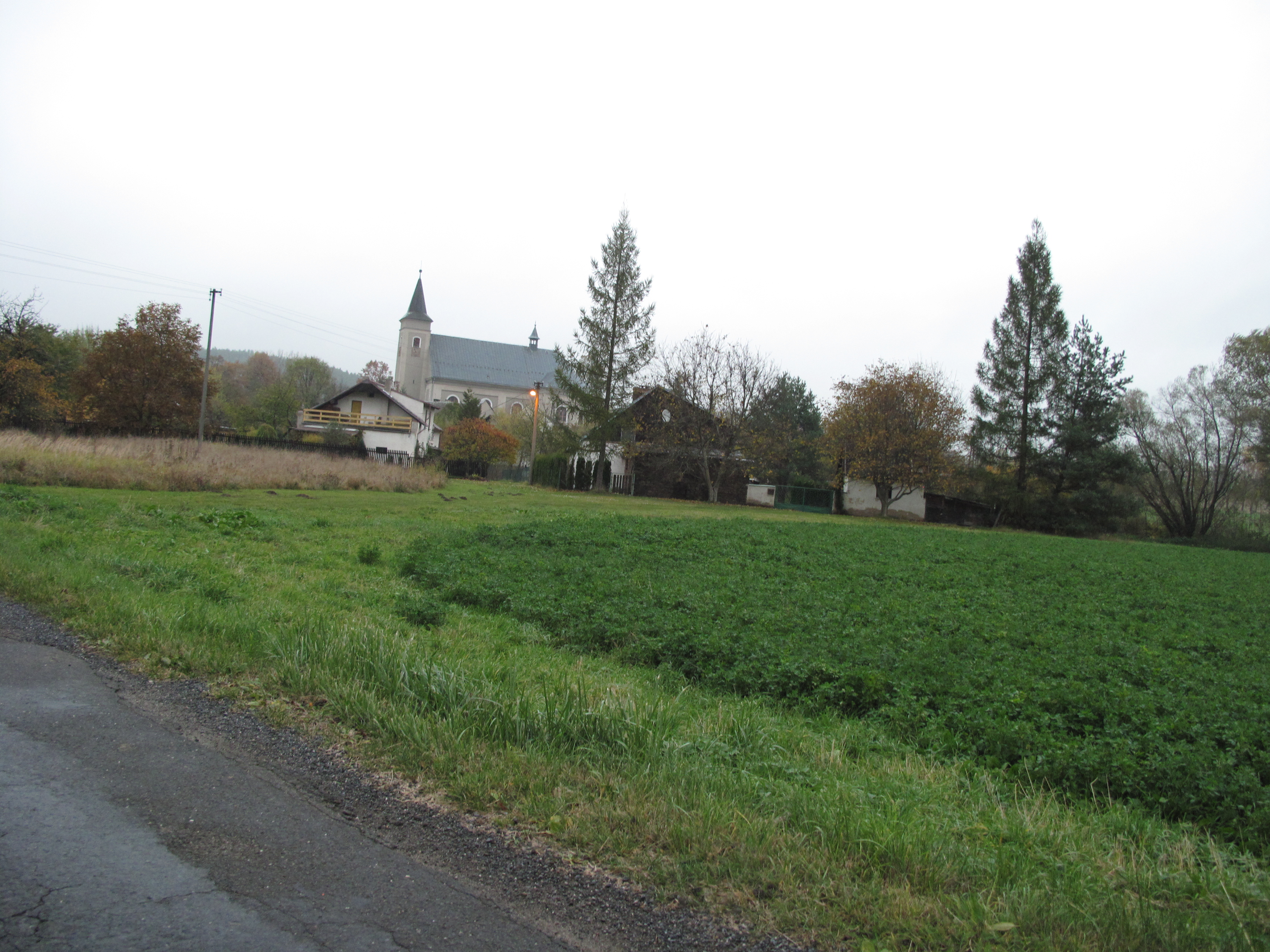
Kostel Svaté Trojice na polské straně
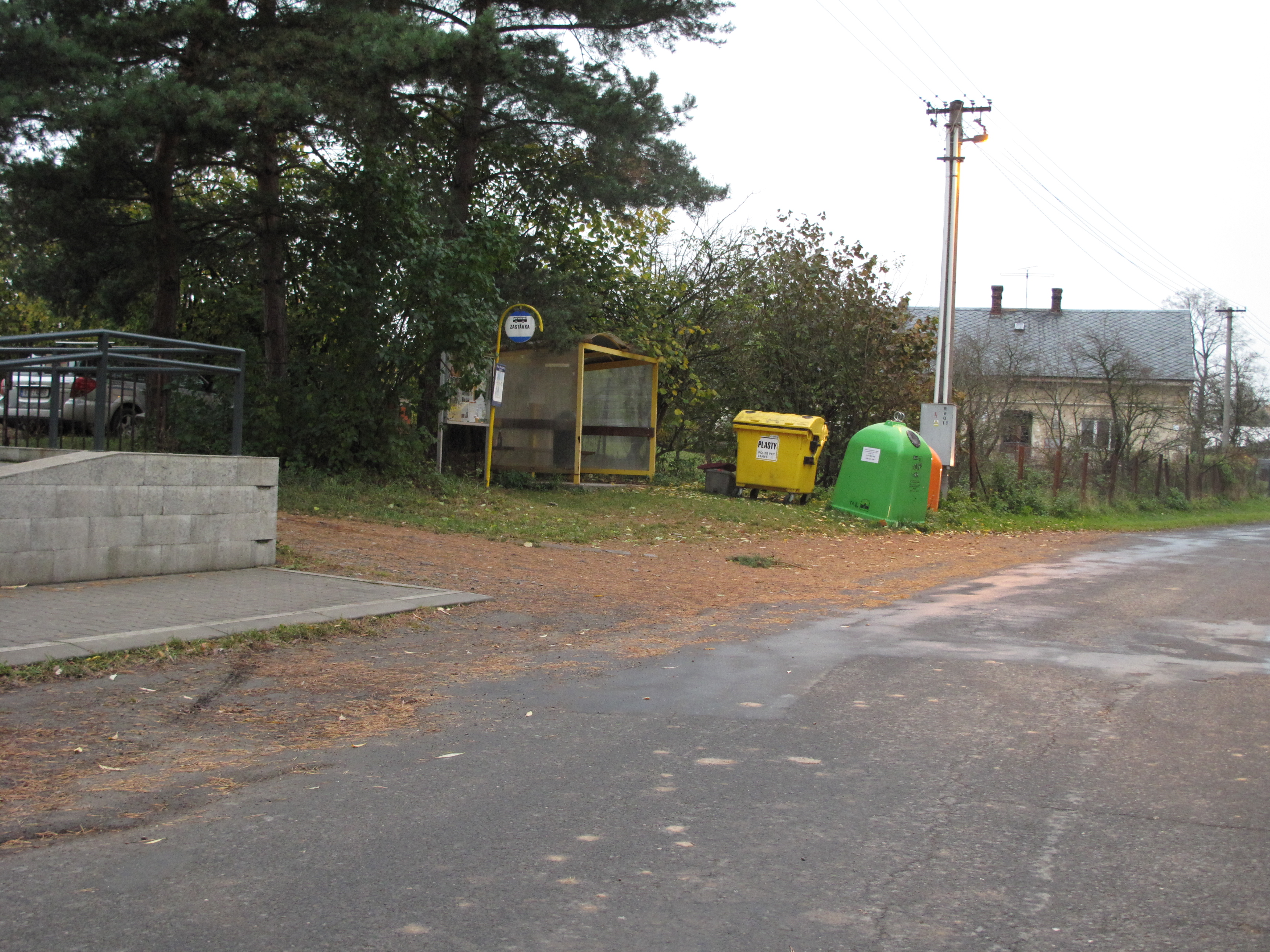
Autobusová zastávka s kontejnery
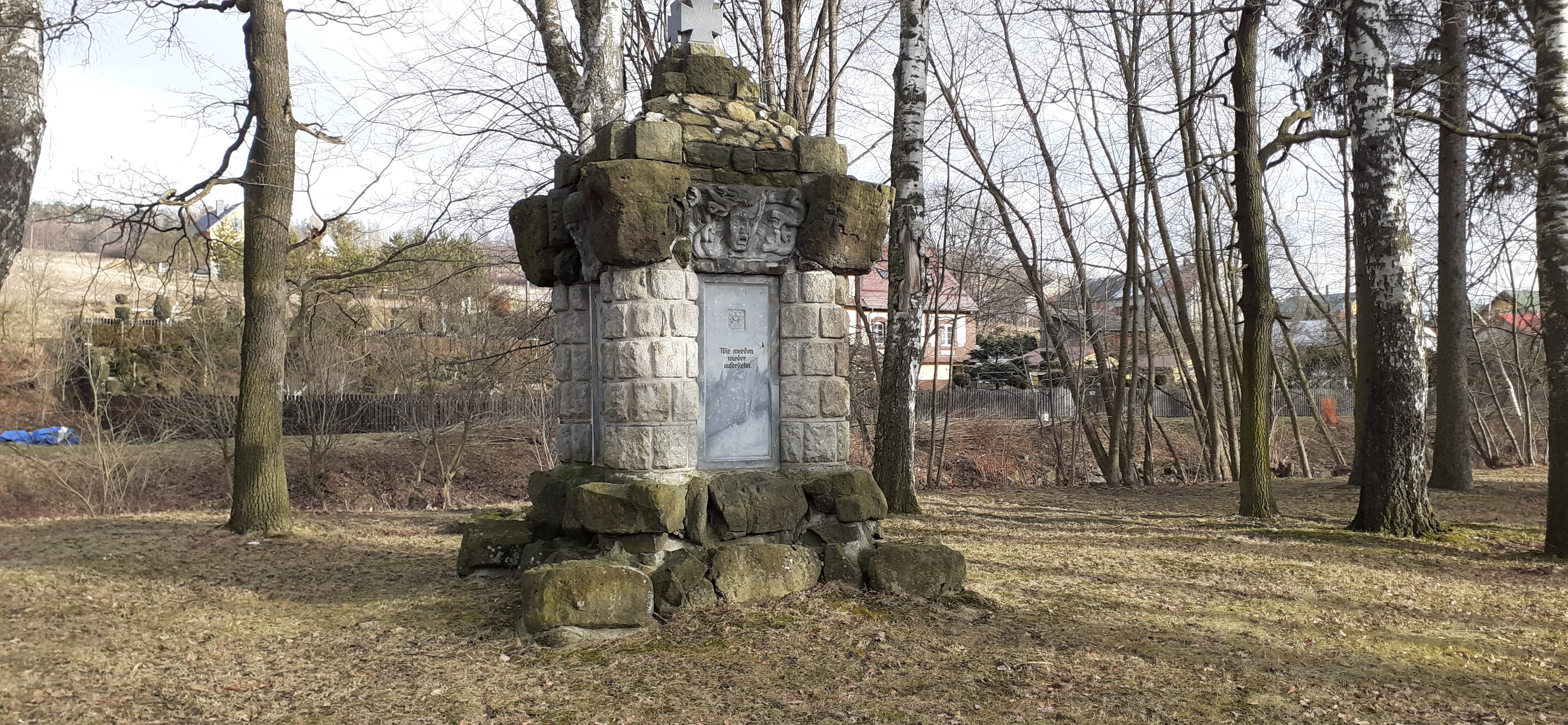
pomník obětem I. světové války